# 第一瓦西里夫卡
48°52′34″N 37°9′55″E / 48.87611°N 37.16528°E
第一瓦西里夫卡（烏克蘭語：Василівка Перша）是位於烏克蘭東部的村莊，由哈爾科夫州伊久姆區的巴爾溫科韋市鎮負責管轄。該村始建於1977年，面積1平方公里，海拔高度85米，2001年人口283。